# Trois-Vèvres
Trois-Vèvres település Franciaországban, Nièvre megyében. Lakosainak száma 243 fő (2022. január 1.). Trois-Vèvres Beaumont-Sardolles, Druy-Parigny, La Machine, Sougy-sur-Loire és Thianges községekkel határos.

## Népesség
A település népessége az elmúlt években az alábbi módon változott:
| Lakosok száma | 238  | 239  | 240  | 240  | 241  | 243  | 244  | 245  | 243  |
|               | 2013 | 2015 | 2016 | 2017 | 2018 | 2019 | 2020 | 2021 | 2022 |